# ۶ (قمری)
۶ (قمری)، ششمین سال در گاهشماری هجری قمری است.

## رویدادها
- بیماری طاعون در استان‌های غربی شاهنشاهی ساسانی به ویژه در میان‌رودان، جان نیمی از مردم از جمله شیرویه شاهنشاه ایران را گرفت و از این رو به طاعون شیرویه مشهور شد. برخی، بروز این بیماری را یکی از عوامل فروپاشی شاهنشاهی ساسانیان به دست اعراب مسلمان می‌دانند به طوریکه تاریخنگاران مسلمان از وجود این بیماری میان ایرانیان در جریان جنگ‌های قادسیه، جلولا و نهاوند خبر داده‌اند. این همه‌گیری هر ۹ تا ۱۲ سال بروز می‌کرد و تا فروپاشی امویان ادامه داشت.
- ربیع‌الاول یا جمادی‌الاول - غزوه بنی‌لحیان که در آن پیامبر اسلام به انتقام خون شش مبلغی که قبیله بنی‌لحیان در کنار چاه رجیع کشته بودند صورت داد. این غزوه را عسفان هم می‌گویند.
- ربیع‌الاول یا ربیع‌الثانی - غزوه ذی‌قرد یا ذات قرد که در آ ن پیامبر اسلام در انتقام دزدیده شدن شترهایش به قبیله غطفان حمله کرد.
- ربیع‌الاول - سریه عکاشه بن محصن اسدی در غمر
- ربیع‌الثانی - نبرد نینوا میان نیروهای رومی و ساسانی که با برتری رومی‌ها پایان یافت.
- ربیع‌الثانی - سریه محمد بن مسلمه در ذی‌قصه
- ربیع‌الثانی - سریه ابی عبیده بن جراح ذر ذی‌قصه
- ربیع‌الثانی - سریه زید بن حارثه در میان بنی سلیم
- جمادی‌الاول - سریه زید بن حارثه در عیص
- جمادی‌الاول - سریه زید بن حارثه در طرف
- جمادی‌الثانی - سریه زید بن حارثه در حسمی
- رجب - درگیری میان نیروهای ایران و روم نزدیک نینوای قدیم که موجب کشته شدن دستکم ۶۰۰۰ هزار ایرانی شد. راهزاد فرمانده نامدار ساسانی در این جنگ کشته شد و نیروهایش عقب‌نشینی کردند.
- رجب - سریه زید بن حارثه در وادی القری
- ۲ شعبان - غزوه بنی‌مصطلق میان پیامبر اسلام و طایقه مصطلق که علیه مسلمانان توطئه کرده بودند.  برخی این واقعه را مربوط به ۲ شعبان سال پنجم هجری می‌دانند.
- شعبان - سریه عبدالرحمن بن عوف در دومة الجندل
- شعبان - سریه علی بن ابی طالب میان بنی سعد بن بکر در فدک
- رمضان - سریه زید بن حارثه در مدین
- رمضان - بروز خشکسالی و قحطی در مدینه
- شوال - آزاد ساختن شیرویه از زندان قلعه فراموشی توسط افسران ساسانی و دستگیری خسرو پرویز. آنها پنج روز بعد وی را به قتل رساندند. شیرویه با نام قباد دوم تاجگذاری کرد و دستور قتل ۱۷ تن از برادرانش را داد.
- شوال - سریه عبدالله بن عتیک
- شوال - سریه عبدالله بن رواحه در اسیر
- شوال - سریه کرز بن جابر فهری
- ذیقعده - بیعت رضوان یا بیعت تحت‌الشجره که در آن یاران پیامبر اسلام، پیش از صلح حدیبیه بر سر جان خود با او بستند.
- ذیقعده - صلح حدیبیه میان مسلمانان مدینه و قبیله قریش
- وقوع حادثه افک که در آن به عایشه همسر پیامبر اسلام و صفوان بن معطل تهمت زنا زده شد.
- سریه عمرو بن امیه ضمر
- عمرو بن امیه ضمری (ابو امیه) نامه پیامبر اسلام را برای نجاشی پادشاه حبشه برد.
- دحیه بن خلیفه کلبی نامه پیامبر اسلام را برای هرقل پادشاه روم برد.

## زادگان
- ۵ جمادی‌الاول: زینب کبری دختر علی بن ابی‌طالب.
- ام‌کلثوم دختر علی بن ابی‌طالب (زینب صغری) و همسر عمر بن خطاب
- محمود بن ربیع از یاران پیامبر اسلام
- ابو عبدالرحمان سنان بن سلمه هذلی، صحابی پیامبر اسلام و فاتح سند در دوران معاویه
- عاصم بن عمر بن خطاب، از راویان حدیث و پدربزرگ عمر بن عبدالعزیز خلیفه اموی

## درگذشتگان
- رمضان - آناستاسیوس پارسی، سرباز زرتشتی ارتش ساسانی که مسیحی شد و به یکی از قدیسان مسیحیت تبدیل گشت.
- شوال - خسرو پرویز، بیست و هفتمین شاهنشاه ساسانی
- مهرهرمزد، اشراف‌زاده ساسانی که به فرمان شیرویه، خسرو پرویز را کشت اما کمی بعد به فرمان شیرویه خودش نیز کشته شد.
- پُسدل، برادر شیرویه که به فرمان او کشته شد.
- شهریار، برادر شیرویه که به فرمان او کشته شد.
- مردانشاه برادر شیرویه که به فرمان او کشته شد.
- راهزاد، سردار ساسانی که در جنگ با رومیان کشته شد.
- شیرین، همسر خسرو پرویز که بر مزار او خودکشی کرد.
- ذی‌حجه - ام رومان همسر ابوبکر و مادر عایشه
- فاطمه بنت ربیعه (ام قرفه فزاری) در سریه زید بن حارثه کشته شد.
- ثابت بن دحداح از یاران پیامبر اسلام
- محرز بن نضله اخرم از یاران پیامبر اسلام که در غزوه ذی‌قرد کشته شد.
- کنانه بن ربیع، رئیس قبیله خیبر